# Miyu Sakihi
Miyu Sakihi (咲妃みゆ, Sakihi Miyu, née le 16 mars 1991 à Takanabe, Japon) est une chanteuse et actrice principalement active dans le domaine de la comédie musicale.

## Biographie

### Jeunesse et formation
Née à Takanabe (district de Koyu, préfecture de Miyazaki), Miyu Sakihi débute le ballet avec sa sœur cadette à l'école primaire.
Influencée par son cousin, un grand admirateur de la prestigieuse Revue Takarazuka, elle aspire un temps à rejoindre cette compagnie féminine avant d'y renoncer. Lycéenne, elle fréquente l'établissement Hyugagakuin, où elle développe ses facultés en chant dans des chorales.
En 2008, alors qu'elle s'apprête à rentrer à l'université mais cherche encore sa voie, son père l'incite à se présenter à la Takarazuka Ongaku Gakkō, l'école de musique et de danse dédiée aux aspirantes Takarasiennes. Elle prend des cours intensifs sur deux mois avant de candidater et réussit l'examen du premier coup. A l'occasion de son examen d'entrée, elle découvre pour la première fois un spectacle de la Revue, avec la comédie musicale Me and My Girl menée par la Troupe Lune.
En 2010, elle figure dans la 96e promotion de la Revue Takarazuka, où elle se classe 11e. Cette promotion comporte également Ami Norimatsu, qui arrive première aux examens.

### Star de Revue Takarazuka
Spécialisée dans les rôles féminins dits Musumeyaku, Miyu Sakihi fait ses débuts sur scène avec la Troupe Lune dans la comédie musicale The Scarlet Pimpernel.
Le 29 janvier 2014, elle est transférée dans la Troupe Neige de la Revue. A l'automne de la même année elle devient la star de la Troupe Neige en binôme avec Seina Sagiri (une Otokoyaku, comédienne spécialisée dans les rôles masculins). Le binôme s'illustre au Grand Théâtre dans Lupin the Third : Fancy Guy.
Le 23 juillet 2017, elle quitte la Revue Takarazuka lors de la dernière représentation tokyoïte de Bakumatsu Taiyoden. Son tandem avec Sagiri est alors salué comme le « duo d'or » de l'ère Heisei.

### L'après Takarazuka
Suite à son départ de la Revue, Miyu Sakihi poursuit sa carrière sur les planches, au cinéma et à la télévision.
Elle débute son entrée dans le théâtre musical classique avec Ghost the Musical, où elle partage l'affiche avec Kenji Urai et Sōichi Hirama. Elle y tient le rôle féminin principal en alternance avec Sayaka Akimoto.
En 2020, elle est choisie par le metteur en scène Shuntarō Fujita pour la production japonaise de Nine, comédie musicale culte signée Maury Yeston et Arthur Kopit. La distribution est prestigieuse (Yū Shirota, Tomona Yabiku, Eliana Silva, l'ancienne Takarasienne Sumire Haruno) et le succès est au rendez-vous. 
L'année suivante, elle décroche le prestigieux prix Kikuta Kazuo en 2021 pour ses performances dans Nine et le revival de Ghost.

## Performances scéniques

### Hors Takarazuka
- 2018 / 2021 : Ghost the Musical : Molly
- 2019 : Love Never Dies : Meg Giry
- 2019 : Nigeru wa Haji da ga Yaku ni Tatsu : Moriyama Mikuri
- 2020 : Shabontama tonda uchū made tonda : Kayo Orikuchi
- 2020 : Nine : Luisa
- 2021 : Eisei 〜 rizumu& bakyūmu 〜
- 2021 : Newsies : Katherine Plumber
- 2022 : Le Voyage de Chihiro : Lin / La mère de Chihiro
- 2023 : Matilda, the Musical : Miss Jennifer Honey
- 2023 : Shōjo toshi kara no yobigoe : Yukiko
- 2024 : Come from Away : Janis
- 2024 : Kūchū buranko nori no kiki
- 2024 : Groundhog Day : Rita Hanson
- 2025 : Kane and Abel : Florentyna Rosnowski
- 2025 : Hirayamonogatari - kochō no hi ki -
- 2025 : Saigo no don kihōte : The Last Remake of Don Quichotte
- 2026 : Welcome to the Quiet Room, the Musical : Asuka Sakura

## Cinéma
- 2020 : Le Jeu du chat et de la souris : Chikako Ōtomo
- 2021 : Sing a Bit of Harmony : Moon, voix additionnelles (doublage)
- 2025 : Yagate umi ni naru : Yukie